# Lagynochthonius niger
Espèce
Lagynochthonius niger est une espèce de pseudoscorpions de la famille des Chthoniidae.

## Distribution
Cette espèce est endémique de Hainan en Chine.

## Publication originale
- Hu & Zhang, 2012 : New species of Lagynochthonius Beier (Pseudoscorpions: Chthoniidae) from Hainan island, China. Entomological News, vol. 122, no 3, p. 223–232.